# Urera baccifera
Urera baccifera är en nässelväxtart som först beskrevs av Carl von Linné, och fick sitt nu gällande namn av Gaud.. Urera baccifera ingår i släktet Urera och familjen nässelväxter. Inga underarter finns listade i Catalogue of Life.